# Schmardaea microphylla
Schmardaea microphylla es una especie de planta fanerógama perteneciente a la familia Meliaceae. Es el único miembro del género monotípico Schmardaea, que se distribuye por Colombia, Ecuador, Perú, y Venezuela. 

## Taxonomía
Schmardaea microphylla fue descrita por (Hooker) H.Karst. ex Müll.Berol. y publicado en Annales Botanices Systematicae 7: 560. 1869.
Sinonimia
- Elutheria microphylla (Hook.) M.Roem.
- Guarea microphylla Hook.
- Schmardaea nobilis H.Karst.
- Schmardaea recordiana Dugand